# Raed Salah
Raed Salah Abu Shakra (en árabe: رائد صلاح‎, en hebreo: ראאד סלאח‎; nacido en 1958) es el líder de la rama norte del Movimiento Islámico en Israel. Nació en Umm al-Fahm (Israel), y fue elegido alcalde de su ciudad natal tres veces: en 1989, 1993 y 1997. Tiene ocho hijos y anteriormente fue poeta.
Fue condenado en Israel por financiar a Hamás y por tener contactos con un agente de la inteligencia iraní, cumpliendo dos años de condena de 2003 a 2005. En 2010,  volvió a cumplir cinco meses de condena por agredir a un policía y liderar una manifestación violenta.
En 2011, Salah llegó al Reino Unido, aunque poco después se descubrió que su presencia allí había sido prohibida unas cuantas horas antes. Fue detenido, pero su prohibición de entrada fue rechazada por un tribunal de inmigración.

## Biografía
Raed Salah nació en 1958 en Umm al-Fahm, en un momento en el que la población israelí de origen palestino estaba regida por una administración militar a cargo del ejército israelí. Su padre y dos de sus hermanos trabajaron como policías, pero Salah se vio más inclinado hacia la religión. De 1977 a 1980 estudió la Ley Islámica en la Universidad de Hebrón. Poco después se unió al Movimiento Islámico de Israel, una rama de los Hermanos Musulmanes egipcios nacida de una manera análoga a Hamás. Poco a poco, el Movimiento Islámico fue supliendo el vacío creado por el Estado de Israel en las comunidades palestinas de dicho estado, construyendo escuelas, hospitales, mezquitas y organizaciones benéficas.

### Alcaldía de Umm al-Fahm
En 1989, Raed Salah se convirtió en alcalde de Umm al-Fahm, la segunda ciudad árabe-israelí más poblada de Israel, convirtiéndola de un bastión de grupos comunistas al "centro de la vida islamista en Israel". Salah siempre se opuso a las negociaciones que acabaron derivando en los Acuerdos de Oslo y que supusieron la creación de la Autoridad Nacional Palestina. Fue reelegido para la alcaldía en las elecciones de 1993 y 1997, aunque poco antes de su tercera reelección, en 1996, el Movimiento Islámico decidió participar en las elecciones legislativas israelíes, algo a lo que Raed Salah se opuso por ir contra la ley islámica. Esta oposición acabó desencadenando una ruptura entre las dos ramas del Movimiento Islámico, que pasaron a conocerse como rama Norte y rama Sur.

### Defensa de Al-Aqsa
Tras su tercer mandato como alcalde de Umm al-Fahm, Raed Salah decidió abandonar la política municipal para dedicarse a la defensa de la Mezquita de Al-Aqsa en Jerusalén de lo que él y muchos otros palestinos perciben como un intento de apropiación por parte del Estado de Israel. A partir de 1996, comenzó a organizar mítines anuales bajo el eslogan "Al-Aqsa está en peligro", a los que atendían decenas de miles de personas. Entre 1996 y 1998, Salah lideró la construcción de dos nuevas mezquitas en la Explanada de las Mezquitas, levantadas por trabajadores voluntarios con materiales donados gratuitamente. Esto aumentó su percepción como un líder de la minoría palestina de Israel.
En noviembre de 2015, Israel prohibió la rama norte del Movimiento Islámico de Israel, de la que Raed Salah era máximo dirigente, y declaró que cualquiera que perteneciese al movimiento o colaborara con él podría ser encarcelado. La Lista Conjunta, el principal partido palestino-israelí y tercera fuerza del Knéset, calificó la ilegalización de "brutal y claramente antidemocrática", mientras que el director de Amnistía Internacional en Israel declaró: "nos preocupa la aplicación selectiva [de la ley], pues mientras que aquellos que fomentan una atmósfera de odio contra la minoría palestina de Israel gozan de inmunidad, como el primer ministro Benjamin Netanyahu y otros ministros y altos cargos, la rama norte del Movimiento Islámico ha sido prohibida por comentarios realizados por miembros aislados de esta".
Desde la prohibición de su partido en 2015, Raed Salah ha ido ganando popularidad entre la población de origen palestino en Israel, cultivando una imagen de político "con las manos limpias y el corazón puro y generoso", en palabras de expertos citados por The Times of Israel.

## Activismo político

### Crítica de las políticas israelíes
El 24 de mayo de 2011, Salah se dirigió a una audiencia de alumnos palestino-israelíes de la Universidad de Tel Aviv, ante los que reiteró su postura en contra de la ocupación israelí de Palestina: "debemos seguir luchando hasta que acabemos con la ocupación israelí y liberemos la santa Jerusalén."

### Activismo en Jerusalén
El 28 de febrero de 2007, la policía israelí evitó que dirigentes cristianos y musulmanes llevaran a cabo una reunión y una rueda de prensa organizadas por Salah en Jerusalén para difundir su oposición a los trabajos de excavación israelíes que por entonces se desarrollaban junto a la Mezquita de Al-Aqsa, el Monte de Templo y lo que en árabe (y en el Islam en general) se conoce como el Haram al-Sharif. La policía alegó que la organización que organizaba el evento, la Fundación al-Aqsa, tenía relación con Hamás. Los organizadores del evento decidieron trasladarlo a otro hotel tras recibir una orden de cancelación, pero la policía israelí se trasladó allí e interrumpió la reunión. Salah declaró al diario británico The Guardian que este "comportamiento infantil" por parte de las fuerzas de seguridad israelíes "...no favorece la seguridad. De hecho, hace que la situación de la seguridad resulte explosiva."
En 2010, Salah fue arrestado por presuntamente agredir a un policía en la Ciudad Vieja de Jerusalén durante las protestas de 2007. Fue condenado y sirvió cinco meses de prisión. El día de su liberación declaró: "Continuamos con nuestras actividades sin miedo hasta que cumplamos nuestras aspiraciones." Salah fue declarado inocente por un tribunal israelí de los cargos de revueltas y "implicación en una reunión ilegal" en conexión con la protesta de 2007, con un juez determinando que los cargos, expuestos por la policía, eran "inconsistentes con los testimonios de los testigos y con las pruebas de vídeo presentadas por la defensa".
El 2 de octubre de 2009, Salah dio un discurso que fue calificado de "incitación a la violencia" por la policía. En aquella época se estaban produciendo disturbios por parte de manifestantes palestinos en torno al Monte de Templo, en Jerusalén, así como en poblaciones cercanas, y la policía afirmó que Salah había incitado a violencia de los manifestantes. El 6 de octubre de 2009, Salah fue detenido en Wadi al-Joz. Tras una vista sobre una posible prisión preventiva ante la Corte del Magistrado de Jerusalén, Salah fue liberado horas más tarde, aunque se le prohibió entrar en Jerusalén durante treinta días. El juez Shimon Feinberg argumentó que existían buenas razones para sospechar que Salah era un individuo peligroso, y que su presencia en Jerusalén "podría incitar a la violencia".

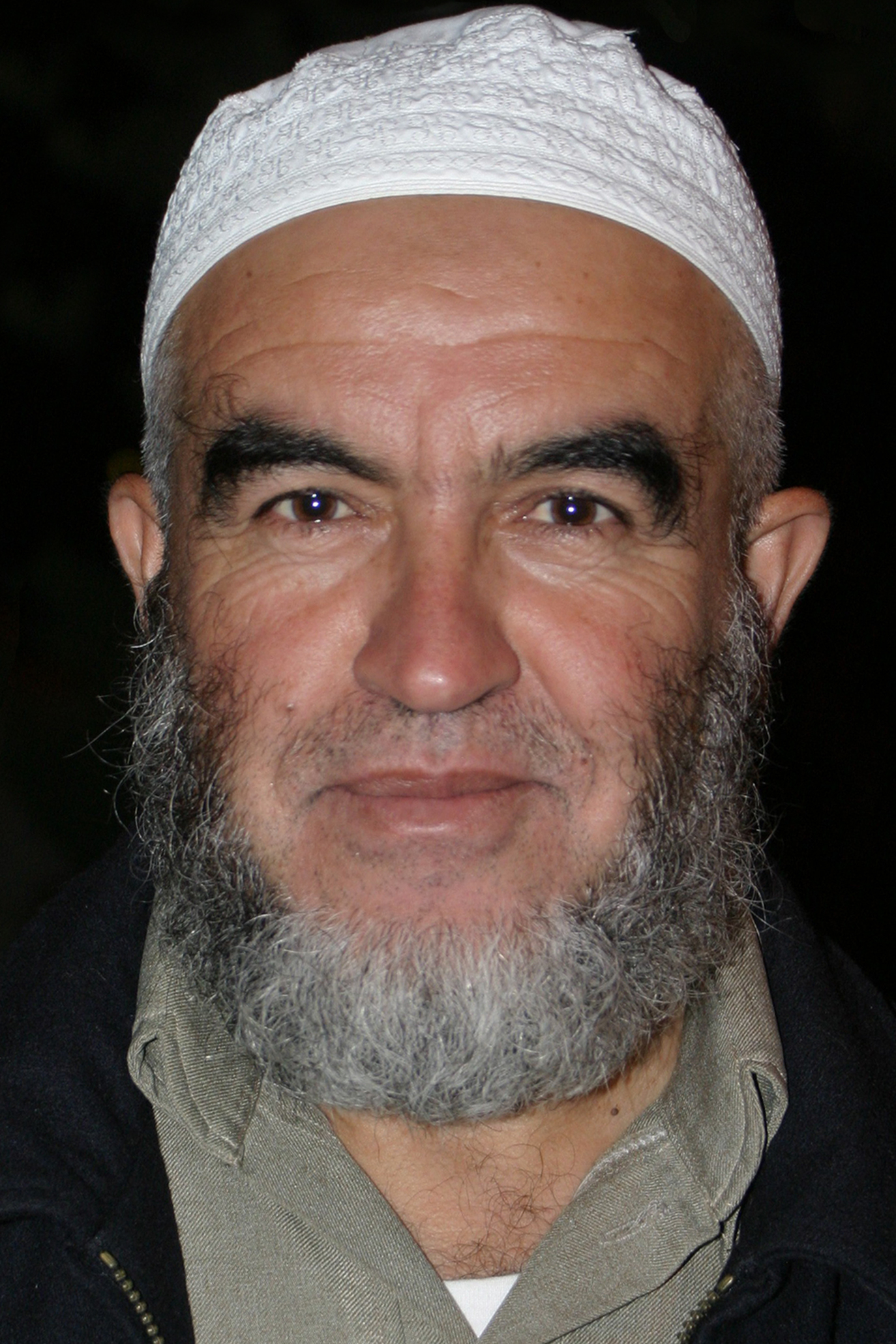
Raed Salah en 2008

### Flotilla de la Libertad (2010)
Salah tomó parte en la Flotilla de la Libertad en 2010, un pequeño grupo de barcos que llevaba 10.000 toneladas de ayuda a la Franja de Gaza con el objetivo de romper el bloqueo de Israel. Salah viajó en el Mavi Marmara, el buque insignia del convoy. El 31 de mayo de 2010, comandos de la marina israelí asaltaron la flotilla cuando se encontraba en aguas internacionales y abordaron el Mavi Marmara con el resultado de nueve activistas muertos y docenas de heridos, así como siete comandos israelíes heridos de diversa consideración. Una fuente de la policía israelí declaró a The Jerusalem Post que Salah intentó dar cobertura a un activista que disparaba a los comandos navales durante el asalto, pero que dicho activista ya había sido alcanzado. Los primeros informes palestinos afirmaban que Salah había resultado herido grave por un disparo en la cabeza. El Ministerio de Asuntos Exteriores israelí rechazó estos informes como "rumores" y declaró que Salah no estaba seriamente herido, aunque sí había sufrido pequeñas heridas. Fue detenido, sacado del barco y llevado a Asdod, donde le interrogaron.
Salah fue encarcelado de manera preventiva junto con el líder de la rama sur del Movimiento Islámico, Hamad Abu Daa'bas, y trasladado a la cárcel de Ela en Beerseba hasta el inicio del juicio en un tribunal de Ascalón. El 6 de junio, Raed Salah salió en libertad bajo fianza de 150.000 séquels, quedando bajo arresto domiciliario y teniendo prohibido abandonar Israel. Horas después de salir de la cárcel, Salah dio un discurso en Umm al-Fahm durante el que afirmó que el sionismo, "qué empezó en Turquía, terminaría en Turquía".

## Arrestos y encarcelamientos

### Supuesta financiación de Hamás (2003)
Un juzgado israelí condenó a Salah por financiar a Hamás y por haber tenido contacto con un agente de la inteligencia iraní, Nabil Mahzomah. Cumplió sentencia entre 2003 y 2005, año en el que fue liberado bajo condición de no salir al extranjero y de presentarse ante un agente cada mes.
Salah afirmó que los cargos contra él eran una "burla". El informe "Country Reports on Human Rights Practices", elaborado por el Departamento de Estado de los Estados Unidos, afirmaba en 2004 que diversas organizaciones de derechos humanos consideraban que a Salah se le había "denegado injustamente la fianza a pesar de su condición y de sus lazos comunitarios." Jonathan Cook escribió que mientras que Salah y cuatro otros dirigentes de su partido estaban siendo juzgados por delitos importantes como ayuda y complicidad con una "organización terrorista", la policía israelí declaraba que la acusación giraba principalmente sobre el blanqueo de capitales, y que durante los dieciocho meses anteriores a su arresto en 2003, Salah había tenido prohibido abandonar Israel. Según Cook, el diario de la rama norte del Movimiento Islámico y una serie de organizaciones benéficas que Salah había fundado fueron clausurados, y desde la elección de Ariel Sharon como primer ministro israelí, el Shin Bet había seguido y grabado las llamadas de teléfono hechas por Salah y por sus subordinados, así como interceptando sus mensajes de correo electrónico. 

### Arresto en el Reino Unido (2011)
El 28 de junio de 2011, Raed Salah fue detenido en Londres tras haber participado en un mitin en la ciudad de Leicester. Pese a que tenía prohibido acceder al país por una serie de declaraciones y por un poema realizados en el pasado, había viajado al Reino Unido para participar en una reunión de la Campaña de Solidaridad con Palestina que tendría lugar en la Cámara de los Comunes al día siguiente, a la que también iban a asistir los parlamentarios Jeremy Corbyn, Yasmin Qureshi y Richard Burden. El 15 de julio se aceptó su solicitud de ser liberado bajo fianza mientras esperaba la decisión judicial, incluso aunque el Ministerio del Interior había prohibido su entrada en el país. Fue puesto en libertad el lunes 18 de julio bajo condiciones muy estrictas, entre las que se incluían la obligatoriedad de portar una tarjeta electrónica, mantener un toque de queda nocturno, presentarse ante un agente de inmigración, evitar hablar en actos públicos y permanecer en casa de un amigo.
Los palestinos del Reino Unido, Israel y la propia Palestina acusaron al gobierno israelí de estar detrás del arresto. En una declaración oficial, la ministra del Interior británica Theresa May declaró: "perseguiré la exclusión de un individuo si considero que su presencia en el Reino Unido no conduce al interés público, y el gobierno no pide disculpas por rechazar el acceso de personas al Reino Unido si creemos que podrían intentar socavar nuestra sociedad. Venir aquí es un privilegio que nos negamos a extender a quienes buscan subvertir nuestros valores comunes."
El portavoz de Fatah, Ousama al Qawasami, declaró que el arresto del jeque Raed Salah en el Reino Unido dará luz verde a Israel a la hora de detener y deportar palestinos y que se trata de decisión que se identifica y es coherente con las políticas israelíes de discriminación racial contra los palestinos.
El 30 de septiembre de 2011, el la Corte Superior de justicia dictaminó que Salah podría reclamar daños y perjuicios a las autoridades británicas por su "detención arbitraria". Como respuesta a la decisión de los tribunales, Theresa May intentó prohibir la presencia de Salah en el Reino Unido; la publicación de una serie de mensajes de correo electrónico desveló su correspondencia con la Community Security Trust, quienes consideran a Salah un antisemita. El 26 de octubre, un tribunal de inmigración declaró que May había mantenido una posición justificada. El tribunal declaró que se había "resuelto que el demandante ha mantenido un comportamiento inaceptable al promocionar un odio que podría llevar a la violencia intercomunitaria en el Reino Unido. Estamos convencidos de que las palabras y las acciones del demandante tienden a ser inflamatorias, divisivas, insultantes y tendentes a fomentar tensiones y radicalismo."
Sin embargo, tras diez meses de cárcel o arresto domiciliario, el más alto tribunal de inmigración de Inglaterra dio la razón a Salah al declarar que la base para expulsarle o negarle su libertad de expresión en el Reino Unido era demasiado débil y que no había razón alguna para creer que fuese un peligro para la sociedad británica, afirmando que "los asuntos presentados por el Ministerio del Interior no eran una descripción justa de los puntos de vista y palabras de Salah en general".

### Otros procesamientos posteriores
En 2013, Raed Salah fue juzgado por incitación a la violencia y al racismo por unos comentarios de 2007 en Wadi Joz (véase más abajo). Fue condenado por incitación a la violencia por un tribunal de Jerusalén, pero declarado inocente de incitación al racismo, y condenado a ocho meses de cárcel. Los fiscales israelíes apelaron la exculpación de Salah por el cargo de racismo, y el Tribunal del Distrito de Jerusalén lo condenó también por dicho cargo en noviembre de 2011.
En abril de 2014, Salah fue condenado por obstrucción a la justicia al haber intentado evitar un cacheo policial a su esposa en un cruce fronterizo tres años antes.
El 8 de mayo de 2016, Salah comenzó a cumplir una condena de nueve meses de prisión por incitación a la violencia, a raíz de un sermón realizado en Wadi Joz, en Jerusalén Este.
En agosto de 2017, Salah fue detenido y acusado de apología del terrorismo en relación con una supuesta incitación al odio antes y después de un tiroteo en el Monte del Templo el 14 de julio de 2017. Salah ha dicho en su defensa que él simplemente citó el Corán y que está siendo juzgado por ser musulmán. El abogado de Salah afirmó que citar partes del Corán debería estar amparado dentro de su libertad de expresión y que es cuestión de interpretaciones decidir si tales citas son alusiones al islam o incitación a la violencia.
En febrero de 2020 se conoció que Salah había sido condenado a 28 meses de cárcel por un tribunal israelí por, según este mismo tribunal, sus "palabras de alabanza, admiración y apoyo a ataques terroristas", en referencia al sermón que Salah dio en el entierro de dos ciudadanos israelíes de origen palestino que habían muerto en un ataque contra policías drusos en la Explanada de las Mezquitas de Jerusalén. En este sermón, Salah dijo "En este momento todos somos un solo hogar, una familia. Nos despedimos de nuestros mártires y les deseamos que se unan con los profetas, los justos y los mártires. En estos momentos rezamos a Dios para que los eleve al paraíso". En el momento de la condena llevaba ya 11 meses preso.

## Declaraciones polémicas

### Acusaciones de incitación al odio y antisemitismo
Algunos diarios israelíes han afirmado que el 16 de febrero de 2007, durante un discurso de protesta en el barrio de Wadi al-Joz, en Jerusalén Este, Salah acusó a los judíos de utilizar sangre de niños para hornear pan. Según dichos diarios, Salah dijo:
Nosotros [los musulmanes] nunca nos hemos permitido amasar con la sangre de los niños [la masa de] el pan que rompe el ayuno en el mes sagrado del Ramadán. Quienquiera que busque una explicación más minuciosa, que pregunte qué le pasaba a algunos niños en Europa, cuya sangre se mezclaba con la masa del pan sagrado [judío].
Salah negó que la intención literal de estas frases fuese repetir un libelo de sangre. Fue acusado de incitación a la violencia y al racismo, y aunque fue inicialmente absuelto, un tribunal de apelación lo condenó finalmente por estos cargos.
El 5 de octubre de 2011, Salah publicó un artículo en Sawt al-Haq w'al-Huriyya afirmando que el "único responsable" (al muharraq al awhad) del ataque a las Torres Gemelas había emitido un aviso previo a 4.000 judíos para que no fuesen a trabajar el día del ataque. En el mismo artículo invocaba la supuesta Profecía de Franklin.

### Otras declaraciones
En un discurso televisado en Al Jazeera el 21 de septiembre de 2012, Salah declaró (traducción del MEMRI) "vosotros que odiáis; vosotros, tan minúsculos; vosotros, pequeñas personas insolentes –ya sea en Estados Unidos, en Francia, o en Dinamarca-. (...) Sois esclavos del sionismo global (...) del sionismo protestante (...) del odio del Cruzado. Deberíais saber que vamos hacia vosotros con la compasión de Islam para arrancaros de la ignominia de vuestra esclavitud", que  él explicó como "la subyugación de vuestras mentes a la empresa de Theodor Herzl y David Ben Gurion."
El 13 de septiembre de 2014, Raed Salah recordó que su organización condena las acciones del Estado Islámico, aunque también criticó duramente la alianza de países árabes liderados por los Estados Unidos que se había construido para combatirlo.
En su sermón en Nazaret el 7 de noviembre de 2014, Salah dijo "Inshallah (ojalá) que Jerusalén se convierta pronto en la capital del califato global."